# OK

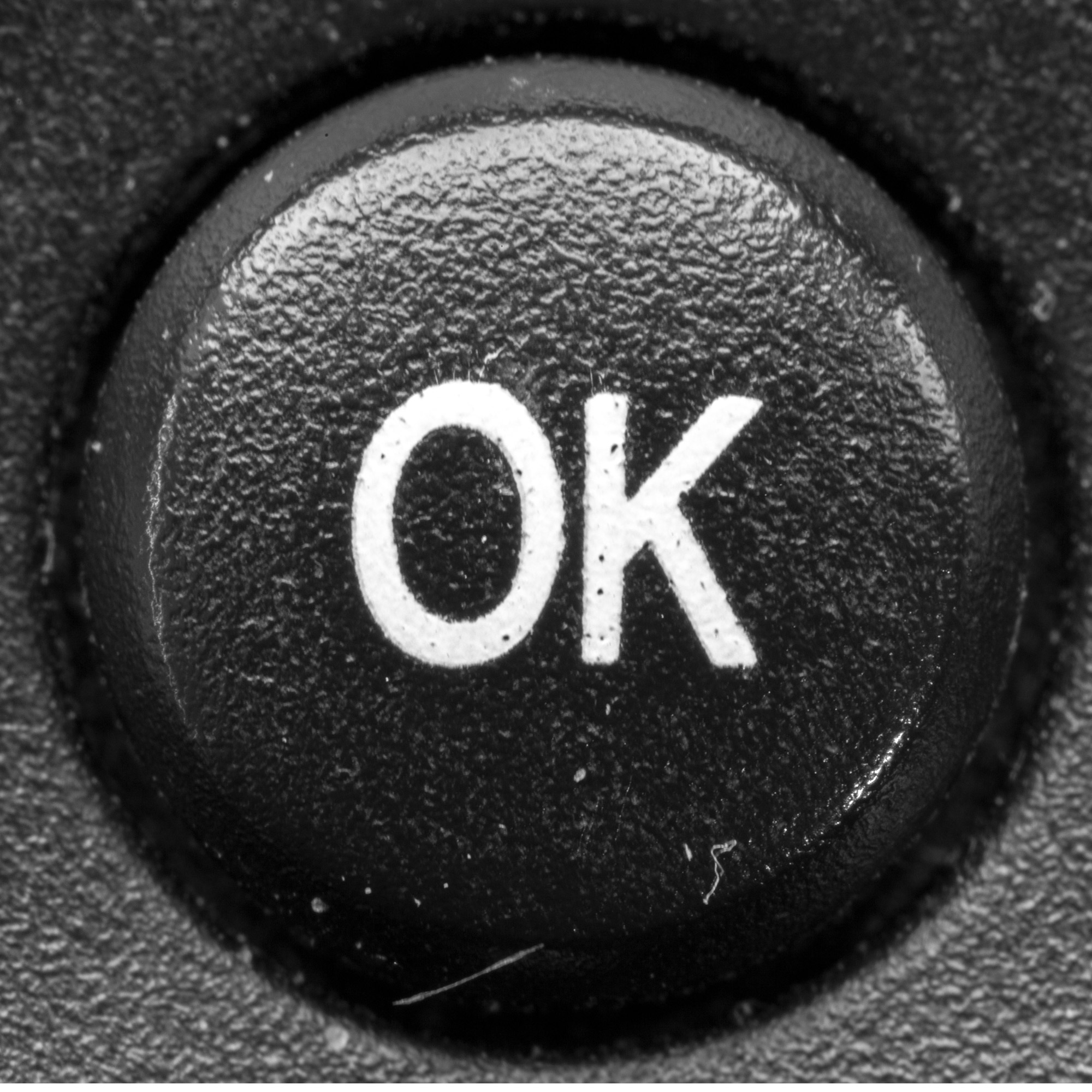
Ảnh macro nút "OK" trên điều khiển từ xa của TV

OK (cũng viết là "okay", "ok", hoặc "Ok") trong tiếng Anh là một từ biểu thị chấp thuận, chấp nhận, thỏa thuận, đồng ý, hoặc thừa nhận. "OK", như một tính từ, cũng có thể xác nhận nhanh mà không chấp thuận. "OK" là một từ vay mượn trong nhiều ngôn ngữ khác.
Là một tính từ, "OK" có nghĩa là "thích hợp", "chấp nhận được", "cũng ổn" thường trái ngược với "tốt" ("thức ăn là OK"); nó cũng có chức năng như một trạng từ trong ý nghĩa này. Như một thán từ, nó có thể biểu thị sự tuân thủ, hoặc thoả thuận. Khi là động từ và danh từ có nghĩa là "đồng ý". Là một dấu hiệu ngôn đa năng, nó cũng có thể được sử dụng với giai điệu giọng nói phù hợp để thể hiện sự nghi ngờ hoặc để tìm kiếm sự xác nhận.